# Shūkan Shinchō
Le Shūkan Shinchō (週刊新潮) est un hebdomadaire japonais publié par l'éditeur Shinchōsha. Il est l'un des principaux magazines d'actualités du pays et l'un des plus respectés. C'est également le premier hebdomadaire japonais à avoir été fondé par une maison d'édition n'appartenant pas à un grand journal,.

## Histoire et caractéristiques
Le Shūkan Shinchō est publié pour la première fois le 19 février 1956. La couverture du premier numéro est illustrée par l'artiste japonais Rokuro Taniuchi (ja),. Le magazine appartient à l'éditeur Shinchōsha qui l'a également fondé. Il est publié sur une base hebdomadaire et son siège se trouve à Tokyo.
Le Shūkan Shinchō est un magazine d'actualités générales mais sa cible éditorial sont les hommes. Il est de tendance nationaliste et conservatiste. Le magazine n'a jamais eu de contenu pornographique et a une mise en page classique, se garantissant ainsi un statut prestigieux dans la société japonaise. Cependant, le Shūkan Shinchō est jugé coupable de diffamation par la cour de Tokyo pour avoir publié une allégation non étayée de meurtre par un membre de la Sōka Gakkai, et a été critiqué pour ses histoires sensationnalistes concernant un site paléolithique à l'authenticité controversée au Japon. Le magazine a également été réprimandé pour avoir publié les noms et les photographies de mineurs accusés d'actes criminels, avant même le début de leurs procès.
D'octobre 2014 à septembre 2015, le Shūkan Shinchō est le 9e magazine le plus vendu au Japon avec un tirage de 537 596 exemplaires.